# Mapocho (revista)
Mapocho es una publicación oficial de la Biblioteca Nacional de Chile.
La revista fue fundada en 1963 por don Guillermo Feliú Cruz, quien entonces desempeñaba como Director de Bibliotecas, Archivos y Museos. 
En sus primeros años, la revista Mapocho abrió sus páginas sobre todo a las ciencias humanas y a la literatura. Tras una interrupción por problemas de presupuesto en 1971, aunque hubo un intento infructuoso por continuarla en 1973, la revista dejó de publicarse hasta 1977, reanudándose entonces solo hasta 1980. En 1991, esta vez bajo la dirección de Alfonso Calderón (Premio Nacional de Literatura en 1998), la revista reinicia su publicación, semestralmente. Actualmente, es dirigida por Carlos Ossandón Buljevic, profesor titular del Departamento de Filosofía de la Universidad de Chile.